# Frode Andresen
Frode Andresen (Rotterdam, 9 settembre 1973) è un ex fondista e biatleta norvegese.

## Biografia

### Carriera nel biathlon
Residente a Hønefoss, ha iniziato a praticare biathlon a livello agonistico nel 1985. In Coppa del Mondo ha esordito nel 1993 nella sprint di Lillehammer, chiudendo all'80º posto, ha conquistato il primo podio il 7 dicembre 1996 nella sprint di Östersund e la prima vittoria il 10 gennaio 1998 nella sprint di Ruhpolding.
Ai Mondiali di biathlon ha debuttato nel 1995 ad Anterselva vincendo la gara a squadre; nella competizione vanta anche un oro, nella sprint di Oslo/Lahti 2000, e altri sette medaglie tra argenti e bronzi.

### Carriera nello sci di fondo
In carriera ha partecipato ad alcune gare di Coppa del Mondo, nella quale ha debuttato il 28 novembre 1998 a Muonio nella 10 km a tecnica libera, arrivando 40º. Con la staffetta ha ottenuto anche un terzo posto a Beitostølen nel 2003 correndo per la Norvegia II in squadra con Ole Einar Bjørndalen, Frode Estil e Tore Bjonviken; come miglior risultato individuale vanta un 8º posto nella 50 km a tecnica libera di Oslo del 2008. Dal 2010 prende parte esclusivamente a gare minori (per lo più Scandinavian Cup e Campionati norvegesi).

## Palmarès

### Biathlon

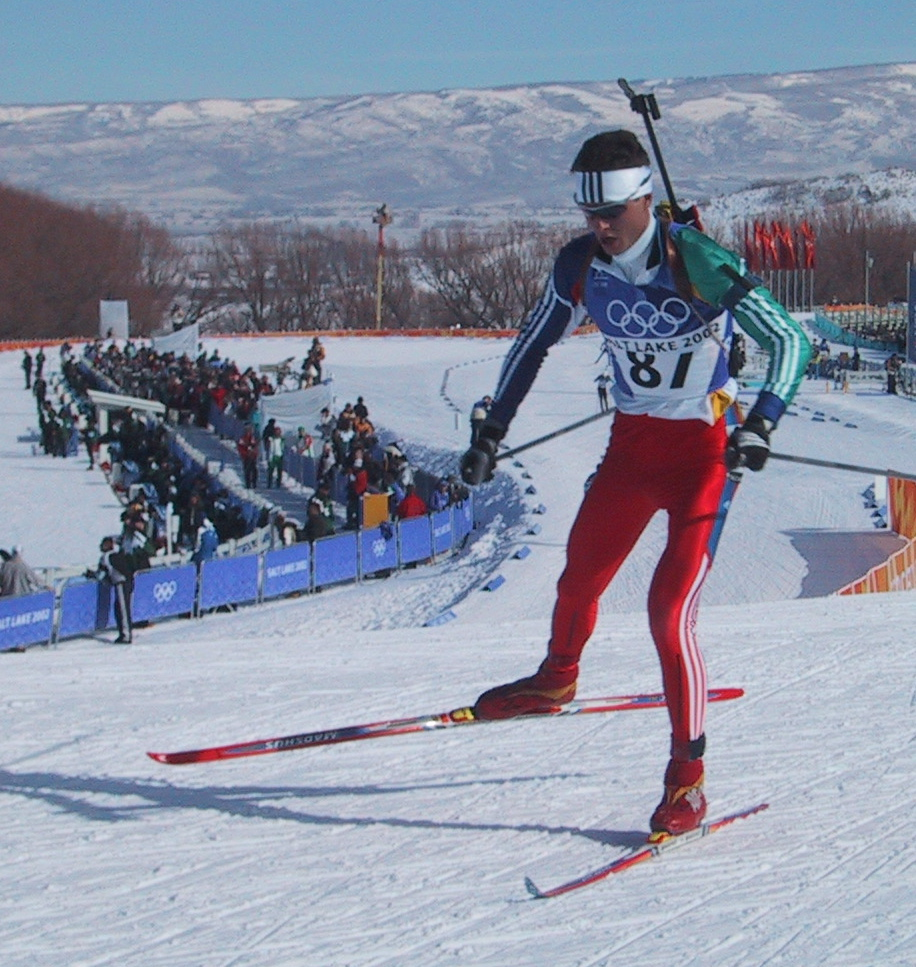
Frode Andresen alle Olimpiadi di Salt Lake City

#### Olimpiadi
- 3 medaglie:
  - 1 oro (staffetta[1] a Salt Lake City 2002)
  - 1 argento (sprint[1] a Nagano 1998)
  - 1 bronzo (sprint[1] a Torino 2006)

#### Mondiali
- 9 medaglie:
  - 2 ori (gara a squadre[1] ad Anterselva 1995; sprint[1] a Oslo/Lahti 2000)
  - 2 argenti (staffetta[1] a Oslo/Lahti 2000; staffetta[1] ad Anterselva 2007)
  - 5 bronzi (sprint[1], staffetta[1] a Kontiolahti 1999; staffetta[1] a Pokljuka 2001; partenza in linea[1] a Oslo 2002; staffetta mista ad Anterselva 2007)

#### Coppa del Mondo
- Miglior piazzamento in classifica generale: 3º nel 2001
- 67 podi (43 individuali, 24 a squadre[2]), oltre a quelli conquistati in sede olimpica e iridata e validi anche ai fini della Coppa del Mondo:
  - 23 vittorie (14 individuali, 9 a squadre)
  - 25 secondi posti (14 individuali, 11 a squadre)
  - 19 terzi posti (15 individuali, 4 a squadre)

##### Coppa del Mondo - vittorie
| Data             | Località            | Nazione              | Specialità                                                            |
| ---------------- | ------------------- | -------------------- | --------------------------------------------------------------------- |
| 10 gennaio 1998  | Ruhpolding          | Germania             | SP                                                                    |
| 11 gennaio 1998  | Ruhpolding          | Germania             | RL (con Egil Gjelland, Dag Bjørndalen e Ole Einar Bjørndalen)         |
| 6 marzo 1999     | Valcartier          | Canada               | PU                                                                    |
| 8 dicembre 1999  | Pokljuka            | Slovenia             | SP                                                                    |
| 10 dicembre 1999 | Pokljuka            | Slovenia             | PU                                                                    |
| 11 dicembre 1999 | Pokljuka            | Slovenia             | RL (con Egil Gjelland, Halvard Hanevold e Ole Einar Bjørndalen)       |
| 17 dicembre 1999 | Osrblie/Pokljuka    | Slovacchia/ Slovenia | SP                                                                    |
| 11 febbraio 2000 | Östersund           | Svezia               | SP                                                                    |
| 13 febbraio 2000 | Östersund           | Svezia               | PU                                                                    |
| 9 dicembre 2000  | Pokljuka/Anterselva | Slovenia/ Italia     | RL (con Halvard Hanevold, Egil Gjelland e Ole Einar Bjørndalen)       |
| 10 gennaio 2001  | Ruhpolding          | Germania             | RL (con Egil Gjelland, Dag Bjørndalen e Ole Einar Bjørndalen)         |
| 7 marzo 2001     | Lake Placid         | Stati Uniti          | SP                                                                    |
| 16 marzo 2001    | Oslo Holmenkollen   | Norvegia             | SP                                                                    |
| 17 marzo 2001    | Oslo Holmenkollen   | Norvegia             | PU                                                                    |
| 26 gennaio 2002  | Anterselva          | Italia               | RL (con Halvard Hanevold, Egil Gjelland e Ole Einar Bjørndalen)       |
| 5 dicembre 2002  | Östersund           | Svezia               | SP                                                                    |
| 7 dicembre 2002  | Östersund           | Svezia               | RL (con Egil Gjelland, Ole Einar Bjørndalen e Halvard Hanevold)       |
| 13 febbraio 2005 | San Sicario         | Italia               | RL (con Egil Gjelland, Stian Eckhoff e Halvard Hanevold)              |
| 10 dicembre 2005 | Hochfilzen          | Austria              | SP                                                                    |
| 14 gennaio 2006  | Ruhpolding          | Germania             | SP                                                                    |
| 19 gennaio 2006  | Anterselva          | Italia               | SP                                                                    |
| 17 dicembre 2006 | Hochfilzen          | Austria              | RL (con Emil Hegle Svendsen, Lars Berger e Halvard Hanevold)          |
| 11 gennaio 2007  | Ruhpolding          | Germania             | RL (con Emil Hegle Svendsen, Halvard Hanevold e Ole Einar Bjørndalen) |

Legenda:

SP = sprint

PU = inseguimento

RL = staffetta

### Sci di fondo

#### Coppa del Mondo
- Miglior piazzamento in classifica generale: 83º nel 2001
- 1 podio (a squadre[3]):
  - 1 terzo posto

#### Campionati norvegesi
- 1 medaglia:
  - 1 oro (50 km a tecnica libera nel 2009)